# Diyllos von Athen
Diyllos von Athen war ein Ende des 4. Jahrhunderts und  zu Beginn des 3. Jahrhunderts v. Chr. lebender griechischer Geschichtsschreiber, dessen Werk bis auf wenige Fragmente verloren ist.

## Leben und Werk
Diyllos war wohl ein Sohn des Atthidographen Phanodemos. Er verfasste eine 27 Bücher umfassende, das umfangreiche historische Werk des Ephoros von Kyme fortsetzende Universalgeschichte. Diese begann laut Diodor mit der Schilderung der Plünderung des Tempels von Delphi zu Beginn des Dritten Heiligen Kriegs 357/356 v. Chr. und reichte bis zum 297/296 v. Chr. erfolgten Tod von Philipp, dem ältesten Sohn des makedonischen Königs Kassander. Das Werk war so eingeteilt, dass zuerst in einem einleitenden Teil die Ereignisse von 357/56 bis 341/340 v. Chr. dargestellt waren und im anschließenden Hauptteil der weitere Geschichtsverlauf bis 297/296 v. Chr. immer ausführlicher erzählt wurde. Es sind nur wenige Fragmente überliefert. Dementsprechend geht aus einem bei Athenaios überlieferten, die Bestattung des Philipp III. Arrhidaios und anderer ermordeter Familienmitglieder des makedonischen Königsgeschlechts der Argeaden durch Kassander in Aigai beschreibenden Fragment hervor, dass im 9. Buch von Diyllos’ Werk bereits das Jahr 316/315 v. Chr. erreicht war. Plutarch berichtet, dass die Darstellung dem Genre der „tragischen“ Geschichtsschreibung angehörte. Die Nachwirkung von Diyllos, z. B. auf Diodor, ist unsicher. Einen Fortsetzer seiner historischen Schrift fand Diyllos seinerseits in Psaon von Plataiai.

## Edition der Fragmente
- Felix Jacoby: Die Fragmente der griechischen Historiker (FrGH), Nr. 73.